# Tmesisternus postflavescens
Tmesisternus postflavescens là một loài bọ cánh cứng trong họ Cerambycidae.